# Szastarka (stacja kolejowa)
Szastarka – stacja kolejowa w Szastarce w powiecie kraśnickim, gminie Szastarka, w województwie lubelskim.

## Ruch pasażerski
| Rok  | Wymiana pasażerska na dobę |
| ---- | -------------------------- |
| 2017 | 50-99                      |
| 2022 | 50-99                      |

Stacja Szastarka przeszła modernizację i elektryfikację na przełomie 2018 i 2019 roku. Wybudowano wówczas m.in. nowy peron wyspowy pomiędzy torami nr 1 i 2 (wymagało to zwiększenia odstępu pomiędzy nimi). W przeszłości przy torze nr 2 znajdował się jednokrawędziowy peron, zaś przy torze nr 1 zamiast peronu 2 była usypana ziemia. Układ torowy w zasadzie pozostał bez zmian – stacja nadal posiada 3 tory główne, których nawierzchnię – podobnie jak rozjazdy i podrozjazdnice – całkowicie wymieniono. Uzupełnienie układu torowego stacji stanowią 2 tory boczne (przy rampie oraz placu ładunkowym) oraz żeberko wyciągowe od strony Rzeczycy. W nastawni dysponującej, znajdującej się od strony Rzeczycy, znajduje się Lokalne Centrum Sterowania, które obsługuje stacje Kraśnik Rzeczyca oraz nowe urządzenia na samej stacji a także rogatki na przejazdach kolejowo-drogowych znajdujących się w obrębie wymienionych stacji. Nastawnia wykonawcza (od strony Kraśnika) została natomiast zamknięta, choć nie zlikwidowana fizycznie. Podczas modernizacji pociągi nie kursowały przez stację. Ruch pociągów przez Szastarkę wznowiono pod koniec marca 2019.
Szastarka obsługuje nie tylko pociągi z Lublina do Stalowej Woli i Rzeszowa, ale także jest stacją początkową i końcową dla trzech par pociągów osobowych z/do Lublina.
W lipcu 2020 władze samorządowe województwa lubelskiego w porozumieniu z PKP PLK ogłosiły zamiar budowy nowej linii kolejowej, która ma przebiegać ze stacji Szastarka przez Janów Lubelski (dotąd nieposiadający połączeń kolejowych) do stacji Biłgoraj na linii kolejowej nr 66. Analiza możliwości budowy takiego połączenia ma zostać zakończona w 2021.